# Grzywaki
Grzywaki (Lophiomyinae) – podrodzina ssaków z rodziny myszowatych (Muridae).

## Zasięg występowania
Podrodzina obejmuje jeden żyjący współcześnie gatunek występujący we wschodniej Afryce:

## Podział systematyczny
Tradycyjnie Lophiomyinae umieszczany był w rodzinie Cricatidae, jednak badania przeprowadzone w 2015 wykazały, że L. imhausi jest taksonem bazalnym kladu obejmującego Deomyinae + Gerbillinae które razem tworzą grupę siostrzaną z Murinae. 
Do podrodziny należy jeden występujący współcześnie rodzaj:
- Lophiomys Milne-Edwards, 1867 – grzywak – jedynym żyjącym przedstawicielem jest Lophiomys imhausi Milne-Edwards, 1867 – grzywak afrykański

Opisano również rodzaje wymarłe:
- Faraframys Mein & Pickford, 2010[15] – jedynym przedstawicielem był Faraframys heissigi Mein & Pickford, 2010
- Microlophiomys Topachevsky & Skorik, 1984[16] – jedynym przedstawicielem był Microlophiomys vorontsovi Topachevsky & Skorik, 1984
- Protolophiomys Aguilar & Thaler, 1987[17]